# Лахвенська сільська рада
Лахвенська сільська́ ра́да (біл. Лахвенскі сельсавет) — адміністративно-територіальна одиниця у складі Лунинецького району Берестейської області Білорусі. Адміністративний центр — село Лахва.

## Склад
Населені пункти, що підпорядковувалися сільській раді станом на 2009 рік:
| Населений пункт | Тип  | Населення, осіб (2009) |
| --------------- | ---- | ---------------------- |
| Барсуково       | село | 118                    |
| Лахва           | село | 1286                   |
| Лаховка         | село | 464                    |
| Любань          | село | 736                    |
| Обруб           | село | 58                     |
| Периново        | село | 199                    |

## Населення
За переписом населення Білорусі 2009 року чисельність населення сільської ради становила 2861 особа.

### Національність
Розподіл населення за рідною національністю за даними перепису 2009 року:
| Національність            | Осіб | Відсоток |
| ------------------------- | ---- | -------- |
| білоруси                  | 2780 | 97,17 %  |
| росіяни                   | 41   | 1,43 %   |
| українці                  | 31   | 1,08 %   |
| молдовани                 | 3    | 0,10 %   |
| поляки                    | 2    | 0,07 %   |
| національність не вказана | 2    | 0,07 %   |
| німці                     | 1    | 0,03 %   |
| узбеки                    | 1    | 0,03 %   |
| Разом                     | 2861 | 100 %    |